# McDonnell Douglas DC–8
A DC–8 a Douglas Aircraft Company által kifejlesztett négyhajtóműves, alsószárnyas, utas- és teherszállító repülőgép hagyományos vezérsíkkal. A Douglas repülőgépgyár a DC–8-assal lépett be a „jetkorszakba”. Első repülésére 1958. május 30-án került sor. A repülőgépből 556 darabot gyártottak 1958. és 1972. között. Legfőbb vetélytársa a Boeing 707-es volt. A hatvanas években kiéleződött verseny során a DC–8-as többszörösen tovább lett fejlesztve. A legnagyobb DC–8-asok akár 259 utast is szállíthattak és hatótávolságuk is különösen nagy volt. A DC–8-as a Boeing 707-es mellett a hatvanas évek másik legendás repülőgépe.

## Története
Az ötvenes évek kezdetén a Boeing egy négyhajtóműves sugárhajtású utasszállító repülőgép tervein dolgozott. Ezekből a tervekből született meg a Boeing 707-es, a hatvanas évek klasszikusa. Ezekben az időkben a Douglas repülőgépgyár volt a világelső az utasszállító repülőgépek gyártásában, ezért nem engedhette meg, hogy a Boeing monopolhelyzetbe kerüljön. 1952-ben a Douglas is tervezte egy, a 707-eshez hasonló repülőgép forgalomba állítását. A de Havilland Comet bukásával a Boeing kezébe hatalmas lehetőség hullott, mert előrébb jártak a fejlesztésben mint a Douglas.
Mivel a fejlesztésben már nem lehetett utolérni a Boeinget, ezért a DC–8-assal megpróbálták minden lehetséges szempontból felülmúlni a 707-est. A Douglas repülőgépénél erősebb hajtóműveket alkalmaztak, megnövelték a hatótávolságot és az utasférőhelyek számát is. A légitársaságok eleinte kedvetlenül tekintettek a DC–8-asra, inkább a Douglas legújabb dugattyús motoros típusát a Douglas DC–7-est választották. A Pan Am megpróbálta tovább fokozni a versenyhelyzetet a két cég között, és ez sikerült is. A Pan American vezetősége azt nyilatkozta, hogy „a Douglas elvesztette a páratlan lehetőséget”. Ezt követően a Douglas rendkívül gyors fejlesztésbe kezdett. A Pan Am-nak kedvező volt a verseny, mert ezáltal a repülőgépek ára is csökkent, valamint a gépek is egyre jobbak lettek. Az ötvenes évek végére a légitársaságok véleménye megváltozott a DC–8-assal kapcsolatban, és sorra adták le megrendeléseiket, miközben még a DC–8-as prototípusa sem készült el. A Pan Am 20 darab 707-est és 25 darab DC–8-ast vásárolt. A United Airlines is 30 példányt rendelt a típusból.
A DC–8-as végül 1958. május 30-án hajtotta végre az első repülését. A repülőgépeket 1959 szeptemberében állították forgalomba a United Airlinesnél és a Delta Air Linesnál. A típus nagy sikert aratott, egészen addig, amíg a Boeing ki nem fejlesztette a 707-320-t. Ezzel véglegesen a DC–8-as fölé kerekedett. A 707-esből közel kétszer annyit állítottak forgalomba. Ennek ellenére sok légitársaság a DC–8-ast választotta: a KLM, a SAS, a Swissair, az Alitalia, az United, a Japan Airlines, a Delta, a Trans Canada, az Eastern és a Western Airlines. A repülőgépet a hatvanas években többszörösen továbbfejlesztették, így jöttek létre a Super Sixties (Szuper hatvanas) és a Super Seventies (Szuper hetvenes) sorozatok.
A DC–8-as volt az első utasszállító repülőgép, amellyel átlépték a hangsebességet süllyedés közben. Pontosan 1,012 Machot teljesítettek. A DC–8-40-es széria volt az első utasszállító típus, amelyet kétáramú gázturbinás sugárhajtóművekkel szereltek fel. Ezáltal a gép csendesebbé, gazdaságosabbá és környezetkímélőbbé vált. A típus gyártását 1972-ben állították le, az 556-odik elkészült repülőgép után. A DC–8-asok ma is repülnek, főként teherszállító feladatokat látnak el. A Malév nem üzemeltette a típust. Ferihegyre a mai napig járnak DC–8-asok a Heavylift Arabia és az Air Transport International (ATI) színeiben.

## Jelenlegi üzemeltetői
- ABX Air: (3 db)
- African International Airways: (2 db)
- Airlift International: (2 db)
- Air Charter Express: (2 db)
- Alitalia(3db)
- Air Transport International (ATI): (16 db)
- Arrow Cargo: (6 db)
- Astar Air Cargo: (8 db)
- Beta Cargo: (4 db)
- Heavylift Arabia: (3 db)
- Heva Bora Airways: (2 db)
- Johnsons Air: (6 db)
- MK Airlines: (2 db)
- Murray Aviation: (2 db)
- Silverback Cargo Freighters: (2 db)
- Skymaster Airlines: (3 db)
- Transair Cargo: (3 db)
- Transportes Charter Do Brasil: (2 db)
- UPS Airlines: (44 db)

## Műszaki adatok
| Pilóták száma             | 3 fő                                                                          | 3 fő                                                                                   | 3 fő | 3 fő |
| Ülések száma              | 124-176 fő                                                                    | 180-259 fő                                                                             |      |      |
| Hossz                     | 45,87 m                                                                       | 57,10 m                                                                                |      |      |
| Szárny fesztávolság       | 43,41 m                                                                       | 45,24 m                                                                                |      |      |
| Szárnyfelület             | 257,4 m²                                                                      | 271,9 m²                                                                               |      |      |
| Magasság                  | 13,21 m                                                                       | 13,11 m                                                                                |      |      |
| Törzs szélesség           | 3,73 m                                                                        | 3,73 m                                                                                 |      |      |
| Üres tömeg                | 60 800 kg                                                                     | 66 360 kg                                                                              |      |      |
| Legnagyobb felszállótömeg | 140 600 kg                                                                    | 161 000 kg                                                                             |      |      |
| Utazósebesség             | 946 km/h                                                                      | 959 km/h                                                                               |      |      |
| Hatótávolság              | 7410 km                                                                       | 3445 km                                                                                |      |      |
| Szárnyfelületi terhelés:  | 546,2 kg/m²                                                                   | 592,2 kg/m²                                                                            |      |      |
| Hajtóművek                | 4 db Pratt & Whitney JT3A-9 gázturbinás sugárhajtómű (74,7 kN hajtóművenként) | 4 db Pratt & Whitney JT3D-7 kétáramú gázturbinás sugárhajtómű (84,5 kN hajtóművenként) |      |      |